# Îlot de São Jorge
L'îlot de São Jorge (en portugais : Ilhéu de São Jorge) ou îlot de Rocha das Vinhas (Ilhéu da Rocha das Vinhas) est un îlot situé dans la freguesia de São Jorge, dont la municipalité est Santana, à Madère, au Portugal.